# Mateja
Mateja ist ein Nachname sowie ein weiblicher oder männlicher Vorname.

## Herkunft und Bedeutung
→ Hauptartikel: Matthias
Mateja ist die slowenische und kroatische feminine Form von Matej, der wiederum auf den Namen Matthias bzw. Matthäus zurückgeht und „Gabe des Herrn“, „Geschenk des Herrn“ bedeutet.
In Serbien ist Mateja ein männlicher Name desselben Ursprungs.

## Varianten
- Deutsch: Matthäa, Mattea
- Kroatisch: Matea, Matija
- Italienisch: Mattea
- Serbisch: Матија (Matija)
- Slowenisch: Matija
  - Diminutiv: Teja
- Skandinavisch: Mathea

Männliche Varianten: siehe Matthias
Weitere Varianten: Matheja 

## Namensträgerinnen
- Mateja Kralj (* 1985), slowenische Rodlerin
- Mateja Robnik (* 1987), slowenische Skirennläuferin
- Mateja Svet (* 1968), slowenische Skirennläuferin
- Mateja Zver (* 1988), slowenische Fußballnationalspielerin

## Namensträger
- Mateja Kežman (kyrillisch Матеја Кежман; * 1979), serbischer Fußballspieler

## Familienname
- Andrzej Mateja (1935–2019), polnischer Skilangläufer
- Robert Mateja (* 1974), polnischer Skispringer und Skisprungtrainer
- Gianni Matheja (* 2005), deutscher Webvideoproduzent